# The Closer
The Closer er en amerikansk Tv-serie, med Kyra Sedgwick, i rollen som politichef Brenda Leigh Johnson, en Georgia kriminalbetjent, som ankommer til Los Angeles for at lede” Prioritet Murder Squad”, senere omdøbt til ” Priority Homicide Division” og som i øjeblikket hedder ”Major Crimes Division”, som er et hold, der oprindelig (sæson 1-4) behandler høje profil mordsager. 
The Closer blev skabt af James Duff og Shephard / Robin Company i samarbejde med Warner Bros Television. 
Serien er blevet fornyet for en sjette sæson af 15 episoder.
The Closer sendes i Danmark på Kanal 4

## Hovedpersoner
Kyra Sedgwick spiller Deputy Chief Brenda Leigh Johnson der leder holdet, som  består af en gruppe detektiver, som udgør LAPD's fiktive Major Crimes Division. 
Andre vigtige Karakter er Johnson chef, Will Pope (JK Simmons), Røveri – drabs Commander Russell Taylor (Robert Gossett) og hendes FBI Agent mand Fritz Howard (Jon Tenney). Den resterende del af Karakter udgør Brenda's hold med hver deres ekspertise inden for et bestemt område som gerningssted undersøgelse eller bande aktivitet. 
rollelisten i begyndelsen af femte sæson er som følger:
| Skuespiller       | Karakteres navn      | Rank                                                              | Enhed                           | Sæson |
| ----------------- | -------------------- | ----------------------------------------------------------------- | ------------------------------- | ----- |
| Kyra Sedgwick     | Brenda Leigh Johnson | Deputy Chief                                                      | Major Crimes Division           | 1–7   |
| J. K. Simmons     | Will Pope            | Assistant Chief for Operations; Interim Chief of Police (Sæson 7) | Los Angeles Police Department   | 1–7   |
| Jon Tenney        | Fritz Howard         | Special Agent                                                     | Federal Bureau of Investigation | 1–7   |
| Corey Reynolds    | David Gabriel        | Detective Sergeant                                                | Major Crimes Division           | 1–7   |
| G. W. Bailey      | Louie Provenza       | Detective Lieutenant                                              | Major Crimes Division           | 1–7   |
| Mary McDonnell    | Sharon Raydor        | Captain                                                           | Force Investigation Division    | 5–7   |
| Tony Denison      | Andy Flynn           | Detective Lieutenant                                              | Major Crimes Division           | 1–7   |
| Robert Gossett    | Russell Taylor       | Commander                                                         | Robbery-Homicide Division       | 1–7   |
| Michael Paul Chan | Michael Tao          | Detective Lieutenant                                              | Major Crimes Division           | 1–7   |
| Raymond Cruz      | Julio Sanchez        | Detective                                                         | Major Crimes Division           | 1–7   |
| Phillip P. Keene  | Buzz Watson          | Civilian Surveillance Coordinator                                 | Major Crimes Division           | 1–7   |
| Gina Ravera       | Irene Daniels        | Detective                                                         | Priority Homicide Division      | 1–4   |

## Awards og nomineringer
Screen Actors Guild Awards
- 2006 – Nomination for Outstanding Performance by a Female Actor in a Drama Series (Kyra Sedgwick)
- 2006 – Nomination for Outstanding Performance by an Ensemble in a Drama Series (Regular Cast)
- 2007 – Nomination for Outstanding Performance by a Female Actor in a Drama Series (Kyra Sedgwick)
- 2008 – Nomination for Outstanding Performance by an Ensemble in a Drama Series (Regular Cast)
- 2008 – Nomination for Outstanding Performance by a Female Actor in a Drama Series (Kyra Sedgwick)
- 2009 – Nomination for Outstanding Performance by a Female Actor in a Drama Series (Kyra Sedgwick)
- 2009 – Nomination for Outstanding Performance by an Ensemble in a Drama Series (Regular Cast)
- 2009 – Nomination for Outstanding Performance by a Stunt Ensemble in a Drama Series (Regular Cast)
- 2010 – Nomination for Outstanding Performance by a Female Actor in a Drama Series (Kyra Sedgwick)
- 2010 – Nomination for Outstanding Performance by an Ensemble in a Drama Series (Regular Cast)
- 2010 – Nomination for Outstanding Performance by a Stunt Ensemble in a Drama Series (Regular Cast)

Golden Globe Awards
- 2006 – Nomination for Best Performance by an Actress in a TV Series: Drama (Kyra Sedgwick)
- 2007 – Win for Best Performance by an Actress in a TV Series: Drama (Kyra Sedgwick)
- 2008 – Nomination for Best Performance by an Actress in a TV Series: Drama (Kyra Sedgwick)
- 2009 – Nomination for Best Performance by an Actress in a TV Series: Drama (Kyra Sedgwick)
- 2010 – Nomination for Best Performance by an Actress in a TV Series: Drama (Kyra Sedgwick)

Primetime Emmy Awards
- 2006 – Nomination for Outstanding Lead Actress in a Drama Series (Kyra Sedgwick)
- 2007 – Nomination for Outstanding Lead Actress in a Drama Series (Kyra Sedgwick)
- 2008 – Nomination for Outstanding Lead Actress in a Drama Series (Kyra Sedgwick)
- 2009 – Nomination for Outstanding Lead Actress in a Drama Series (Kyra Sedgwick)

Satellite Awards
- 2005 – Win for Best Actress in a TV Series: Drama (Kyra Sedgwick)
- 2006 – Win for Best Actress in a TV Series: Drama (Kyra Sedgwick)
- 2007 – Nomination for Best Actress in a TV Series: Drama (Kyra Sedgwick)
- 2008 – Nomination for Best Actress in a TV Series: Drama (Kyra Sedgwick)

Writers Guild of America Awards
- 2008 – Nomination for Best Episodic Drama (Michael Alaimo, for the episode "The Round File")

Gracie Allen Awards
- 2006 – Win for Outstanding Female Lead in a Drama Series (Kyra Sedgwick)

Imagen Foundation Awards
- 2006 – Win for Best Supporting Actor (Raymond Cruz)
- 2006 – Nomination for Best Supporting Actress (Gina Ravera)

People's Choice Awards
- 2009 – Win for Favorite TV Drama Diva (Kyra Sedgwick)

PRISM Awards
- 2008 – Nomination for Best Drama Episode ("Till Death Do Us" Parts 1 and 2)

Saturn Awards
- 2006 – Nomination for Best Syndicated/Cable Television Series
- 2007 – Nomination for Best Syndicated/Cable Television Series
- 2007 – Nomination for Best Actress on Television (Kyra Sedgwick)
- 2008 – Nomination for Best Syndicated/Cable Television Series
- 2008 – Nomination for Best Actress on Television (Kyra Sedgwick)
- 2009 – Nomination for Best Syndicated/Cable Television Series
- 2009 – Nomination for Best Actress on Television (Kyra Sedgwick)
- 2010 – Nomination for Best Syndicated/Cable Television Series
- 2010 – Nomination for Best Actress on Television (Kyra Sedgwick)

NAACP Image Awards
- 2010 – Nomination for Outstanding Supporting Actor in a Drama Series (Corey Reynolds)